# Igreja São José (Belo Horizonte)
O Santuário Arquidiocesano São José é uma igreja em estilo eclético de influência neo gótica localizada no centro de Belo Horizonte, em Minas Gerais. Construída pela Congregação Redentorista, é um dos mais notáveis monumentos construídos em Belo Horizonte.  
A pedra fundamental da matriz foi lançada em 20 de abril de 1902, em consequência ao convite do bispo da então Diocese de Mariana, Dom Silvério Gomes Pimenta, para que os missionários redentoristas holandeses assumissem o trabalho pastoral na recente capital, que contava em 1900 com 14 mil habitantes e apenas uma paróquia.
A escolha do terreno para a construção da nova matriz foi pela colina situada entre as ruas Tamoios e Espírito Santo, com frente para a avenida Afonso Pena. Em 1904 começou a ser usado o recinto para funções religiosas, e a conclusão se deu no ano de 1910.
Com uma forma de uma perfeita cruz latina, a matriz tem 60 metros de comprimento e 19 de largura, construída em estilo neomanuelino com fortes influências holandesas.
O projeto arquitetônico é do engenheiro Edgard Nascentes Coelho, o construtor foi o irmão leigo redentorista holandês Gregório Mulders. As escadarias monumentais foram projetadas e executadas por outro irmão leigo redentorista e holandês, Verenfrido Vogels.
Teve sua decoração interior iniciada em agosto de 1910 e abriga os capitéis das belas colunas no estilo coríntio, o grandioso presbitério. A pintura interna da igreja foi feita pelo artista alemão Guilherme Schumacher, que entregou a obra em fins de 1912.
No altar-mór, um painel retrata a Santíssima Trindade entre anjos e santos. No presbitério, aparecem no teto Nossa Senhora com o Menino Jesus e 40 medalhões com os antepassados de Jesus desde Abraão até São José. Nas paredes estão os quatro evangelistas e ao lado das janelas inferiores, os Doze Apóstolos. No alto dos arcos, há seis doutores da igreja e São José, padroeiro da igreja. Nos altares laterais do lado direito, há cenas da vida de Santo Afonso, a promessa da Redenção feita a Adão e Eva e a aparição de Nossa Senhora de Lourdes a Bernadete. Do lado esquerdo, é narrada a história do quadro de Nossa Senhora do Perpétuo Socorro,o Calvário e a aparição do Sagrado Coração a Santa Margarida Maria.
No corpo da igreja, no alto, estão de um lado 14 santos e do outro 14 santas, sendo que esta separação refletia o costume da época de estarem separados os homens das mulheres dentro das igrejas. Na beira do teto, oito quadros mostram a história de São José. No fundo da igreja há dois painéis apresentando José do Egito vendido pelos irmãos e exaltado num carro de triunfo. Nas naves laterais, os signos do zodíaco indicam que Deus é o Senhor dos tempos e da história.
Pela sua importância histórica na capital mineira e pelo grande fluxo de fiéis durante o dia (aproximadamente de 1.500 pessoas diariamente e de 5.000 aos finais de semana), o arcebispo de Belo Horizonte/MG, Dom Walmor Oliveira de Azevedo, em 19 de março de 2021 elevou o templo a condição de Santuário.
Ainda hoje, o Santuário é mantido pelos missionários redentoristas (Província Nossa Senhora Aparecida). 